# غاري سافاج
غاري سافاج (12 يونيو 1978 ببورت إليزابيث في جنوب أفريقيا - ) (بالإسبانية: Gary Savage)‏ هو لاعب كريكت أرجنتيني. شارك مع منتخب الأرجنتين الوطني للكريكت.